# مصنع خوفو فارما للصناعات الدوائية

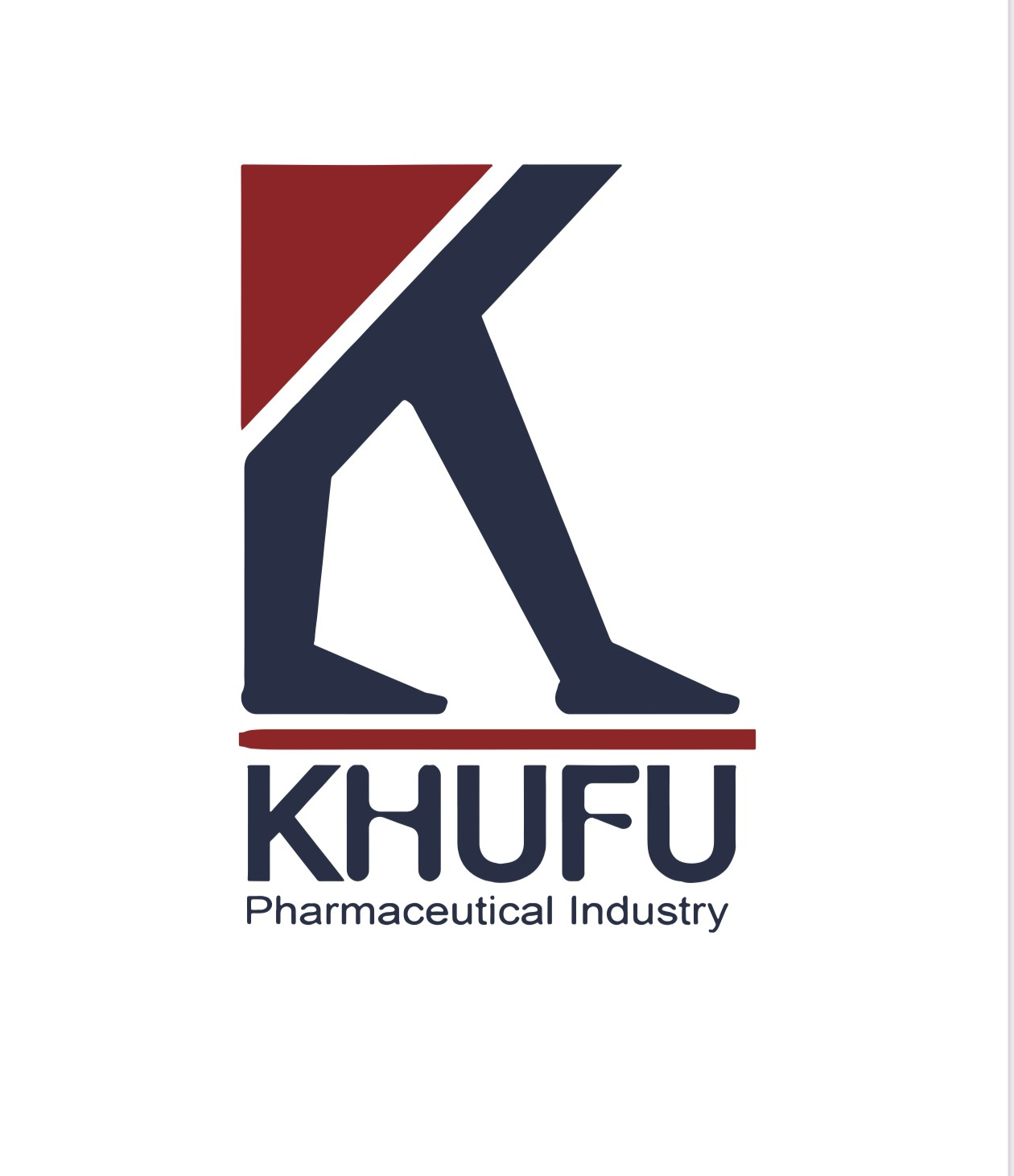
لوجو شركة خوفو فارما للصناعات الدوائية

خوفو فارما للصناعات الدوائية (بالإنجليزية: Khufu pharma for pharmaceutical industries) هي شركة أدوية مصرية تأسست عام 2018م، وأصبحت واحدة من أكبر شركات صناعة الأدوية في الشرق الأوسط وشمال إفريقيا، ومقرها الرئيسي في السادس من اكتوبر، وهي تنتج أكثر من 145 صنفاً من الأدوية، تغطي مختلف الفئات العلاجية بما في ذلك: أمراض القلب الجهاز الهضمي، طب الأطفال، المسالك البولية، والأمراض الجلدية. ومن أشهر منتجاتها: «ماتيوجاك»، «سوبر اوميجا»، «فيردينو ديب»، و«اسبيكو».

## التاريخ
تأسست الشركة عام 2018 م، وتم الانتهاء من بناء المصنع وتجهيزه في بداية 2024 م وقد تم الحصول على التراخيص اللزمة من هيئة التنمية الصناعية المصرية وهيئة الدواء المصرية في مارس 2024 ويرأس مجلس ادارتها المهندس عماد روفائيل شاؤول 

## الجودة
تقوم الشركة بتطبيق أعلى معايير الجودة في الإنتاج باستخدام التكنولوجيا الرقمية الحديثة، وتسعى الان في الحصول على شهادات الجودة من مختلف الدول الافريقية والعربية